# À tâtons
Albums de Axelle Red
Sans plus attendre
(1993) Toujours moi
(1999)
À tâtons est le deuxième album studio de la chanteuse belge Axelle Red sorti en octobre 1996.
Axelle Red enregistre l'album à Nashville aux États-Unis, entourée de musiciens qui ont fait la renommée du label Stax Records tels que Steve Cropper et Isaac Hayes, faisant la part belle à la musique soul.
Vendu à plus d'un million d'exemplaires en Europe, le disque reçoit une certification de platine (Platinum award) de la part de la Fédération internationale de l'industrie phonographique.
Six titres sont extraits en singles: À tâtons, Rien que d'y penser, Ma prière, Mon café, À quoi ça sert et Rester femme.

## Liste des titres
| No  | Titre                      | Auteur                                        | Durée |
| --- | -------------------------- | --------------------------------------------- | ----- |
| 1.  | À tâtons                   | - Axelle Red - Albert Hammond - Shelly Peiken | 3:30  |
| 2.  | C'était                    | - Red - Hammond - Peiken                      | 4:07  |
| 3.  | Mon café (The Coffee Song) | Red                                           | 4:37  |
| 4.  | Ma prière                  | Red                                           | 4:44  |
| 5.  | Pas si naïf                | - Red - Christophe Vervoort                   | 3:42  |
| 6.  | À quoi ça sert             | - Red - Vervoort                              | 3:36  |
| 7.  | Papa dit                   | - Red - Patrick Deltenre - Vervoort           | 4:58  |
| 8.  | Qui connaît la route       | - Richard Seff - Red                          | 3:30  |
| 9.  | Rien que d'y penser        | - Red - Hammond - Peiken                      | 3:06  |
| 10. | T'en fais pas pour moi     | - Red - Steve Cropper - Carl Marsh            | 5:10  |
| 11. | Rester femme               | Red                                           | 5:02  |
| 12. | Légère                     | - R. Seff - Red                               | 3:55  |
| 13. | Un été pour rien           | - R. Seff - Daniel Seff - Red                 | 3:30  |
| 14. | À tâtons (reprise)         | - Red - Hammond - Peiken                      | 7:32  |

- Note : Le titre 14 dure 1 minute et 45 secondes. Après un silence d'une minute démarre un morceau caché intitulé Branded chanté en duo avec Isaac Hayes. La version originale de la chanson figure sur l'album d'Isaac Hayes, Branded, sorti en 1995[2].

| 1. | Ma prière (Single Mix / Radio Edit) | Red                      | 4:00 |
| 2. | Rien que d'y penser (Remix)         | - Red - Hammond - Peiken | 3:06 |
| 3. | À tâtons (Bimbo Mix Radio Edit)     | - Red - Hammond - Peiken | 4:00 |

## Musiciens
- Axelle Red: chant, chœurs
- Patrick Deltenre: guitare
- Steve Cropper: guitare
- Jeff Anderson: basse
- Willy Weeckx: basse
- Gene Lake: batterie
- Roger Hawkins: batterie, percussions, congas
- Philippe Mobers: percussions
- Christophe Vervoort: piano électrique
- Lester Snell : arrangements et direction des cordes, orgue Hammond, piano
- Yannic Fonderie: piano électrique, programmations
- Claude Samblancat, Daddy Waku, Guy Waku, Magali Pietri, Patricia Snell: chœurs
- Wouter Van Belle: célesta, synthétiseur
- Jan Maebe: hautbois

- Chorale : Annemie Teugels, Bart Van Asch, Caroline Gijsemans, Elke Roelens, Heidi Van Asch, Hilde Van Beveren, Jan Teugels, Jourie Cornille, Kathleen Gijsemans, Kathleen Teughels, Patricia Snell, Veerle Teughels, Wim Doms, Wouter Van Asch
- Section de cuivres : Bo Van Der Werf, Frank Vaganee, Kurt van Herck, Marc Godfroid, Serge Plume
- Cordes : Amy Logan, Anthony Gröger, Bert Van Laethem, Chantal Pas, Cristina Constantinescu, Erwin Foubert, Fedra Coppens, Frédéric d'Ursel, Gunter Van Rompaey, Hans Cammaert, Hans Vandaele, Ingrid Devroey, Karl Stroobants, Koen Rens, Mario Palacios, Mélissa Cassiman, Peter Nys, Tony Nys, Veerle Sciffer, Wilfried Deroo, Wilfried Peeters

## Classements hebdomadaires
| Classement (1996)            | Meilleure place |
| ---------------------------- | --------------- |
| Belgique (Flandre Ultratop)  | 3               |
| Belgique (Wallonie Ultratop) | 6               |
| France (SNEP)                | 5               |

## Certifications
| Pays           | Certification | Unités certifiées |
| -------------- | ------------- | ----------------- |
| Belgique (BEA) | 2 × Platine   | 60 000            |
| France (SNEP)  | 2 × Platine   | 600 000           |
| Suisse (IFPI)  | Or            | 25 000            |